# Celeste Bastianetto
Celeste Bastianetto (San Donà di Piave, 20 luglio 1899 – Venezia, 25 ottobre 1953) è stato un avvocato e politico italiano.

## Biografia
Nasce a San Donà di Piave nell'anno 1899. Sin da giovane ha sempre frequentato l'ambiente parrocchiale nel quale si forma. Iniziati gli studi di giurisprudenza, l'incombere della guerra lo vide partire per il fronte in quella folta schiera di ragazzi che nemmeno maggiorenni vennero reclutati per servire la Patria meglio noti come i "Ragazzi del '99" e che tanti caduti ebbero in prima linea, dove spesso il loro ardimento cadde vittima delle mitragliere austriache. Proprio per il suo coraggio Celeste si guadagna una medaglia al valore. Finita la guerra si laurea giovanissimo in giurisprudenza. Già prima però nel 1919 era stato eletto consigliere provinciale della Democrazia Cristiana. Contemporaneamente s'impegna anche nell'associazionismo cattolico divenendo presidente del consiglio parrocchiale. Nel febbraio 1925 fonda un gruppo dell'Associazione Scautistica Cattolica Italiana (ASCI) che sin dall'anno successivo verrà a confrontarsi (e scontrarsi) con l'Associazione Balilla, istituita con una legge dell'aprile 1926, e che ovviamente era appoggiata dal partito fascista. A livello nazionale il regime scioglie tra il 1927 e il 1928 le associazioni scout, cattoliche e non. Il gruppo scout di Bastianetto riesce comunque a continuare ad operare, camuffandosi, all'interno della Gioventù cattolica, e creando un'utile attività in comune sino al 1931 quando il regime chiuderà definitivamente il gruppo esploratori. Nel frattempo Celeste Bastianetto si era impegnato anche nell'associazionismo sportivo tanto da fondare la Società Ginnico Sportiva e di Football che nella sua componente calcistica divenne il calcio San Donà. Nella sua instancabile opera anima anche la Sezione Mutilati e Invalidi di Guerra del mandamento. Da antifascista della prima ora s'impegna poi nella guerra di liberazione divenendo membro del Comitato Regionale Veneto del Corpo Volontari della Libertà. Nel 1943-44 a fronte dei tanti arresti e delle persecuzioni dei membri della resistenza, è parte attiva nella ricostituzione del Comitato Regionale Veneto, con Celeste (D.C.) si sono anche Emilio Scarpa (P.S.I.) e Guido Calò (P.C.I.), e al cui interno cerca di portare la sensibilità cattolica spingendo per processi regolari e rifuggendo dalle esecuzioni sommarie.
Nel 1946 si tennero le prime elezioni comunali a suffragio universale, per la prima volta votarono anche le donne che avessero compiuto i 21 anni. Celeste Bastanetto nel 1946 divenne così il primo sindaco di San Donà di Piave eletto a suffragio universale dopo la liberazione, succedendo a Beniamino Feruglio che aveva retto le sorti del comune nei mesi successivi alla liberazione, carica alla quale venne successivamente confermato anche nel 1951.
Il 2 giugno 1946 si tenne il Referendum istituzionale per designare quale forma di governo avrebbe avuto l'Italia, la Repubblica prevalse sulla Monarchia.
In quella stessa data vennero eletti i rappresentanti dell'Assemblea Costituente e Celeste Bastianetto fu uno dei 556 deputati eletti. Il testo finale della Costituzione della Repubblica Italiana venne approvato definitivamente il 22 dicembre 1947.
Il 18 aprile 1948 si tennero le elezioni per eleggere i deputati e i senatori della prima legislatura, Celeste Bastianetto divenne così senatore della Repubblica. La legislatura si concluse regolarmente il 24 giugno 1953, ma Celeste Bastianetto si era già dimesso nel 1952 sia dalla carica di senatore che da quella di sindaco per motivi di salute. Morì l'anno dopo.